# Entamoebidae
Entamoebida
Famille
Les Entamoebidae sont l'unique famille d'amibes de l'ordre des Entamoebida (Classe des Archamoebea et Embranchement des Amoebozoa).

## Étymologie
Le nom de la famille vient du genre type Entamoeba, dérivé du préfixe ent- « en dedans », sans doute en référence aux « mitoses fermées » dont est l'objet cette amibe, et amiba ou amœba « qui change de forme ».

## Description
La famille des Entamoebidae Chatton, 1925, rect. Cavalier-Smith, 1993, regroupe des amibes dont les cils et les centrioles sont absents. Ces amibes ont des mitosomes au lieu de mitochondries classiques. Les peroxysomes sont absents. Ils sont l'objet de mitoses fermées avec centrosome et fuseau endonucléaires. Le dictyosome de l'appareil de Golgi est réduit. Le genre type Entamoeba, très diversifié, pourrait potentiellement être subdivisé en plusieurs autres genres.

## Liste des genres
Selon IRMNG (14 février 2025) :
- Cytamoeba  Labbé, 1894
- Dobellina Bishop & Tate, 1940
- Entamoeba Casagrandi & Barbagallo, 1895 : genre type
- Entamoebites Poinar & Boucot, 2006 †
- Martinezia Hegner & Hewitt, 1940
- Pansporella Chatton, 1907

## Systématique
Le nom valide de ce taxon est Entamoebidae Chatton, 1925.